# 藤沢大富町
藤沢大富町（ふじさわおおとみまち）は、神奈川県の中央南部、鎌倉郡に属していた町。

## 地理
- 河川:境川

## 歴史
町名は、藤沢駅大鋸（だいぎり）町と藤沢駅西富町の合成地名である。
- 1889年（明治22年）4月1日 - 町村制施行、藤沢駅大鋸町と藤沢駅西富町が合併し、藤沢大富町となる。大鋸および西富の2大字を編成。
- 1893年（明治26年） - 製糸工場の盛進社、諏訪製糸工場設立。
- 1900年（明治33年） - 藤沢大富町農会設立。
- 1907年（明治40年）10月1日 - 高座郡藤沢大坂町に編入合併される。2大字は同町の大字へ継承する。
現在は、藤沢市藤沢地区の大鋸および西富が該当する。

## 交通

### 道路
- 國道2號 - 旧東海道、現在の神奈川県道30号戸塚茅ヶ崎線。
- 鎌倉山之内往還 - 現在の神奈川県道302号小袋谷藤沢線。

## 名所・旧跡・観光スポット・祭事・催事
- 藤沢宿
- 清浄光寺（遊行寺）
- 小栗判官墓